# فريدريك كونراد
فريدريك كونراد (بالإنجليزية: Frederick Conrad)‏ هو سياسي أمريكي، ولد في 1759 في الولايات المتحدة، وتوفي في 3 أغسطس 1827. حزبياً، نشط في الحزب الجمهوري. وقد انتخب عضو مجلس النواب الأمريكي.